# Inżynieria lądowa

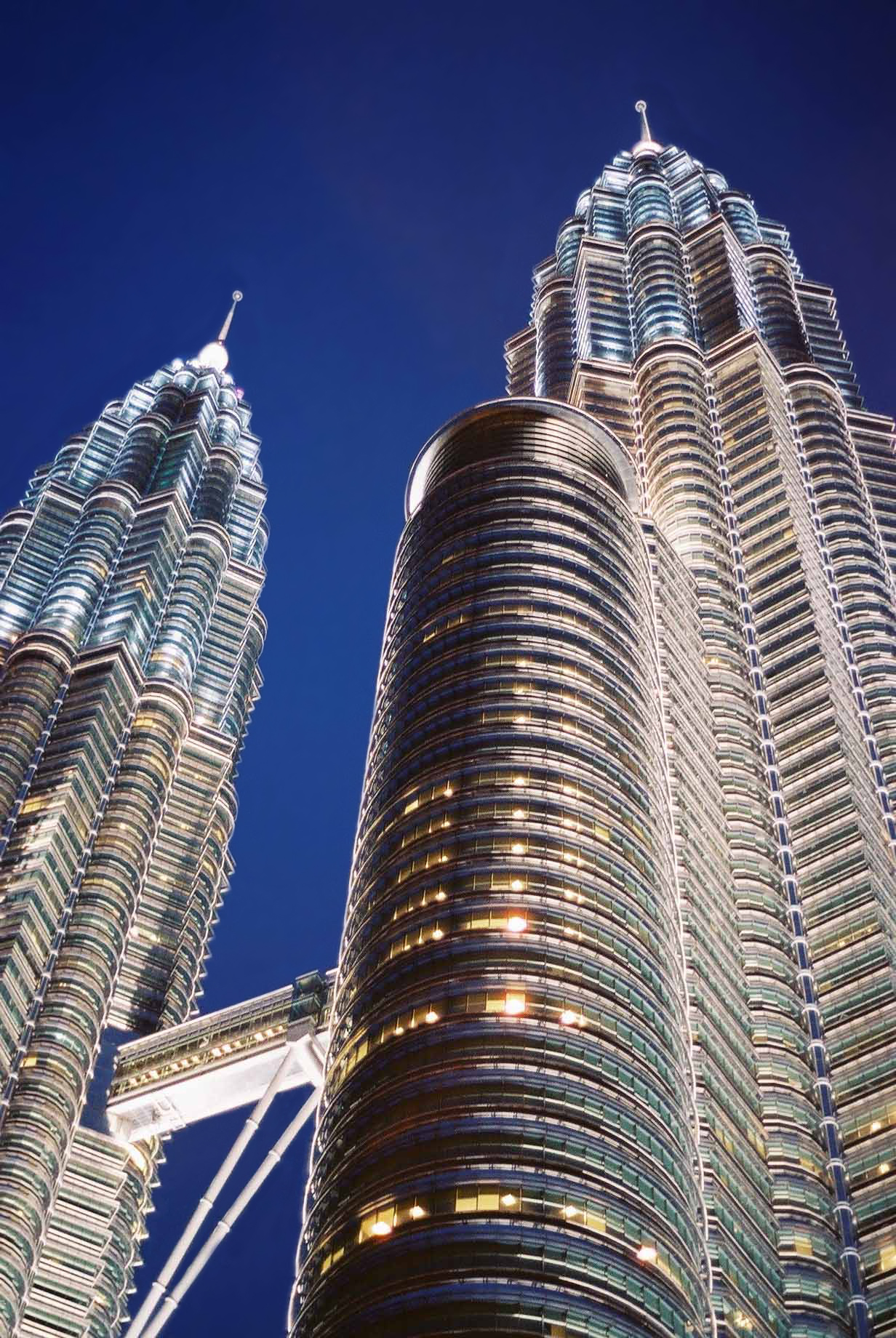
Petronas Towers, budynek zaprojektowany przez zespół Thornton-Tomasetti oraz Ranhill Bersekutu, a także Césara Pellego, był najwyższą budowlą na świecie od 1998 do 2004

Inżynieria lądowa określana także budownictwem lądowym i wodnym – dyscyplina nauk inżynieryjnych i technicznych kształtująca powierzchnię Ziemi pod potrzeby egzystencji człowieka. Łączy w sobie umiejętności takie jak analizowanie, projektowanie, wznoszenie oraz utrzymanie wszelkich budowli, jak i ich elementów składowych, a w szczególności takich konstrukcji i ich elementów jak mosty, drogi, kanały, zapory oraz inne budowle, także te określane budynkami. Inżynieria lądowa wywodzi się w linii prostej od starożytnej dziedziny opisanej przez Witruwiusza zwanej przez niego samego architekturą. Duży wkład w rozwój współczesnej inżynierii lądowej ma dziedzina określana jako inżynieria wojskowa.
Inżynierię lądową kraje należące do OECD podzieliły na cztery subdyscypliny:
- inżynierię lądową
- inżynierię architektury
- inżynierię budowlaną, inżynierię miejską i strukturalną[4]
- inżynierię transportu.

Działalność w zakresie inżynierii lądowej w pewnych przypadkach wymaga transferu wiedzy powiązanego z innymi dyscyplinami nauk inżynieryjno-technicznych, takimi jak:
- inżynieria środowiska
- elektrotechnika, elektronika, inżynieria informatyczna
- inżynieria mechaniczna
- inżynieria chemiczna
- inżynieria materiałowa
- inne dyscypliny nauk inżynieryjno-technicznych.

Inżynieria lądowa znajduje zastosowanie na wszystkich poziomach życia cywilizowanych społeczeństw. Od poziomu samorządowego do zakresu ogólnokrajowego, a w sektorze prywatnym od indywidualnych właścicieli do międzynarodowych firm budowlanych.

## Historia powstania inżynierii lądowej

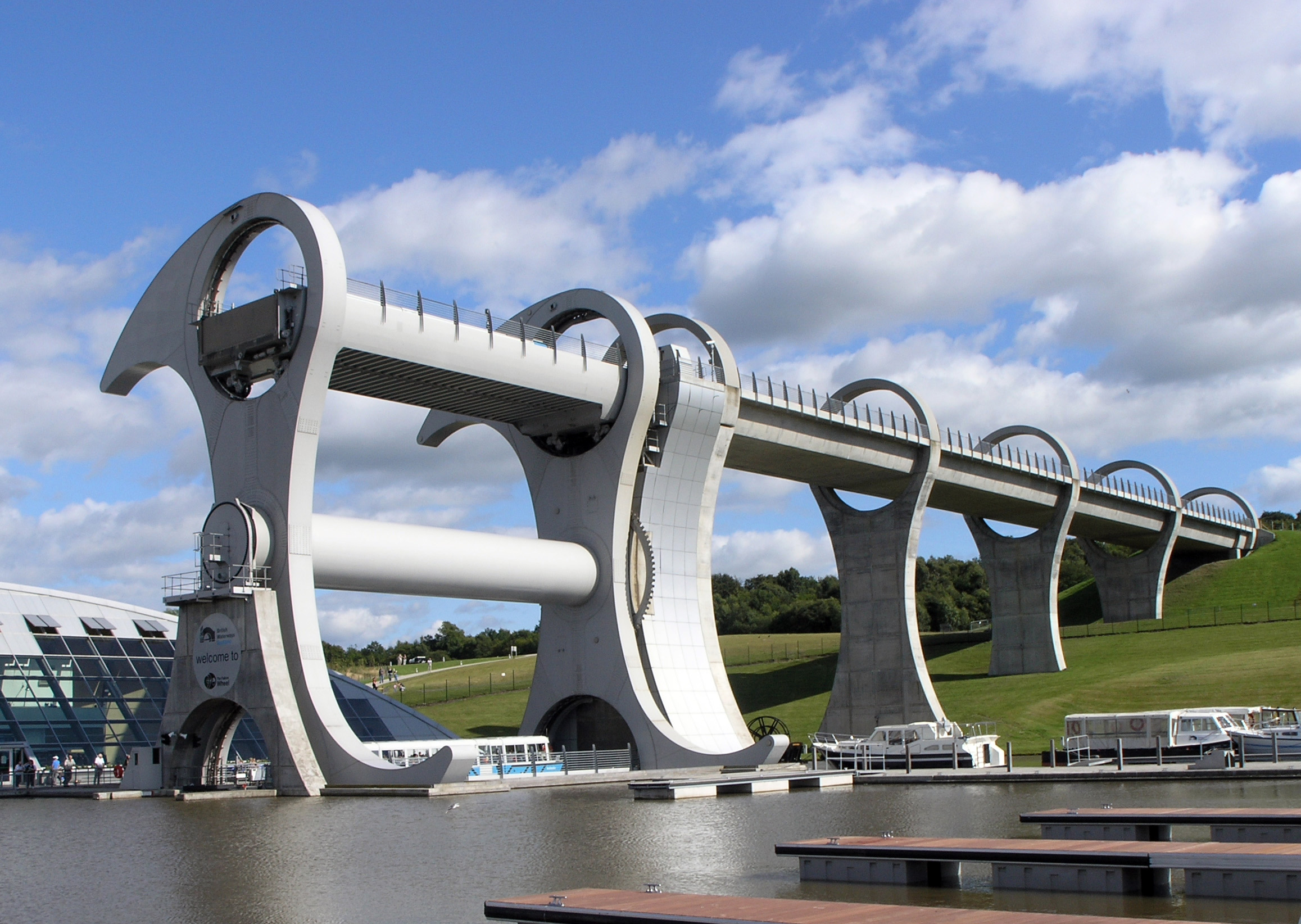
Falkirk Wheel w Szkocji

Inżynieria jest powiązana z życiem człowieka od początku jego dziejów. Początków inżynierii lądowej można się doszukać już w czasach pomiędzy 4000 a 2000 r. p.n.e. w starożytnym Egipcie oraz Mezopotamii, kiedy ludzkość porzuciła poprzedni, koczowniczy tryb życia na rzecz osiedlania się w jednym miejscu. To spowodowało konieczność budowy trwałych schronień, mogących przetrwać w jednym miejscu w stanie nienaruszonym kilka sezonów. Z tego samego powodu rozwinął się także transport, co doprowadziło do wynalezienia koła, oraz żegluga. Wybudowanie piramid w Egipcie (około 2700–2500 p.n.e.) może być uznane jako historycznie pierwszy przypadek zastosowania bardziej skomplikowanej wiedzy inżynierskiej. Innymi skomplikowanymi konstrukcjami inżynierskimi sprzed naszej ery są na przykład: Partenon autorstwa Iktinosa w Starożytnej Grecji (447–438 p.n.e.), wybudowanie drogi Via Appia przez rzymskich inżynierów (około 312 p.n.e.) czy też konstrukcja Wielkiego Muru Chińskiego przypisywana generałowi Meng Tian pod rozkazami ówczesnego cesarza Chin Qin Shi Huang (około 220 p.n.e.). Z całą pewnością jednak to Rzymianie przyczynili się najbardziej do rozwoju inżynierii lądowej, gdyż przez cały czas trwania ich imperium nie ustawali w budowie nowych konstrukcji, takich jak: akwedukty, insule, porty morskie, mosty, zapory czy drogi.
Aż do dzisiejszych czasów nie było jasnego rozróżnienia pomiędzy inżynierią lądową a architekturą, także określenie inżynier czy architekt w wielu krajach oznaczało to samo. W XVIII wieku pojęcia „inżynier budownictwa” (ang. civil engineer) zaczęto używać w stosunku do osób zajmujących się konstrukcją i budową portów, nabrzeży czy latarni morskich, dla odróżnienia od inżynierów wojskowych.

Śruba Archimedesa była używana do osuszania i nawadniania

Za pierwsze dzieło podejmujące problematykę z zakresu inżynierii lądowej, które zostało napisane w języku polskim, uznawana jest książka pt. O sprawie, sypaniu, wymierzaniu i rybieniu stawów, także o przekopach o ważeniu i prowadzeniu wody, wydana w 1573 roku w Krakowie przez Olbrychta Strumieńskiego . Pierwszym samozwańczym inżynierem był John Smeaton, który wybudował latarnię morską Eddystone. W roku 1771 Smeaton oraz kilku jego kolegów założyło Smeatonian Society of Civil Engineers, grupę skupiającą specjalistów inżynierów spotykających się nieformalnie podczas obiadów. Jednak w owej grupie, na co są dowody, dochodziło także do wymiany myśli technicznej, a więc nie było to tylko stowarzyszenie czysto towarzyskie.
W 1818 roku w Londynie założono, działające do dzisiaj, pierwsze stowarzyszenie inżynierów (ICE). Jego pierwszym prezesem został inżynier Thomas Telford. Od roku 1828 to stowarzyszenie rozpoczęło formalne przyznawanie potwierdzenia umiejętności inżynierskich (ang. chartership). Według instytutu, inżynier budownictwa to osoba, która posiadła:

… sztukę kierowania wielkich mocy pochodzących ze źródeł naturalnych dla użytku i użyteczności człowieka, dla celów produkcji i wymiany handlowej w kraju, zarówno w obrocie zewnętrznym, jak i wewnętrznym, co się ujawnia w budowie dróg, mostów, akweduktów, kanałów, nawigacji rzecznej oraz śluz napędzanych sztucznymi siłami dla celów handlowych, oraz w konstrukcji i zastosowaniu wszelkich mechanizmów, a także w odwodnieniu miast i miasteczek.

Po raz pierwszy tytuł naukowy w inżynierii lądowej w Stanach Zjednoczonych został przyznany przez Rensselaer Polytechnic Institute w roku 1835. Po raz pierwszy takie samo wyróżnienie spotkało kobietę w roku 1905 i zostało ono przyznane Norze Stanton Blatch przez Cornell University.

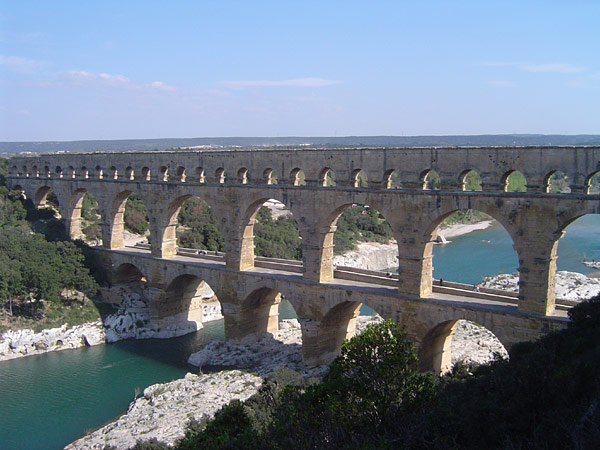
Pont du Gard, Francja, Rzymski akwedukt wybudowany około 19 r. p.n.e.

Sama nauka zwana inżynierią lądową jest pochodną podstawowych zasad fizyki i matematyki, a jej poznawanie i rozwój ściśle wiązało się z rozwojem wiedzy matematycznej i fizycznej wśród poszczególnych cywilizacji. Ponieważ wiedza inżynierska obejmuje swoim zakresem ogromny obszar, jej rozwój jest wprost powiązany także z poznawaniem jej poszczególnych części, takich jak mechanika konstrukcji, hydrologia, inżynieria materiałowa czy geodezja.
W czasach starożytności i średniowiecza praca architekta oraz konstruktora wykonywana była przez rzemieślników, takich jak murarze i stolarze, którzy urastali do rangi „mistrzów budowlanych”. Wiedza nabyta doświadczeniem była podtrzymywana i przekazywana w gildiach albo cechach, które były stowarzyszeniami zamkniętymi i niechętnymi na nowości. Konstrukcje, drogi oraz inne obiekty budowlane były raczej kopiowane niż tworzone na nowo.
Jednym z najwcześniejszych przykładów naukowego podejścia do problemów matematyczno-fizycznych, które znalazły zastosowanie w inżynierii lądowej, było rozwiązanie zastosowane przez Archimedesa w III w. p.n.e., który w urządzeniu zwanym śrubą Archimedesa dowiódł praktycznego zastosowania twierdzenia, którego sam był autorem.

## Edukacja w zakresie inżynierii lądowej (budownictwa)

### Polska
W Polsce często zwyczajowo przypisuje się absolwentom inżynierii lądowej (budownictwa) tytuł zawodowy, jakim w ustawie określa się osoby uznane za członków Samorządu Zawodowego Inżynierów Budownictwa.
Osoby kształcące się na polskich uczelniach inżynieryjno-technicznych w zakresie inżynierii lądowej (na kierunku budownictwo) otrzymują po ukończeniu studiów wyższych I stopnia (inżynierskich) tytuł zawodowy inżynier, a po odbyciu studiów drugiego stopnia (magisterskich) tytuł zawodowy magister inżynier.

## Dziedziny zależne
Inżynieria lądowa jest nauką zajmującą się wieloma aspektami powstania obiektu budowlanego. Inżynierowie budownictwa pracują na wszystkich możliwych etapach powstawania konstrukcji. Generalnie, podział inżynierów odbywa się na linii projektowanie – wykonawstwo, ale granica taka jest płynna i projektant zwykle wizytuje miejsce, w którym powstaje jego konstrukcja, a inżynierowie wykonujący obiekty budowlane nierzadko sami tworzą odpowiednie projekty.
Końcowy sukces jest możliwy tylko przy ścisłej współpracy pomiędzy poszczególnymi specjalnościami wiedzy inżynierskiej. Dlatego też inżynierowie budownictwa współpracują z geodetami czy z wyspecjalizowanymi inżynierami mającymi praktyczną wiedzę z pokrewnych tematów.

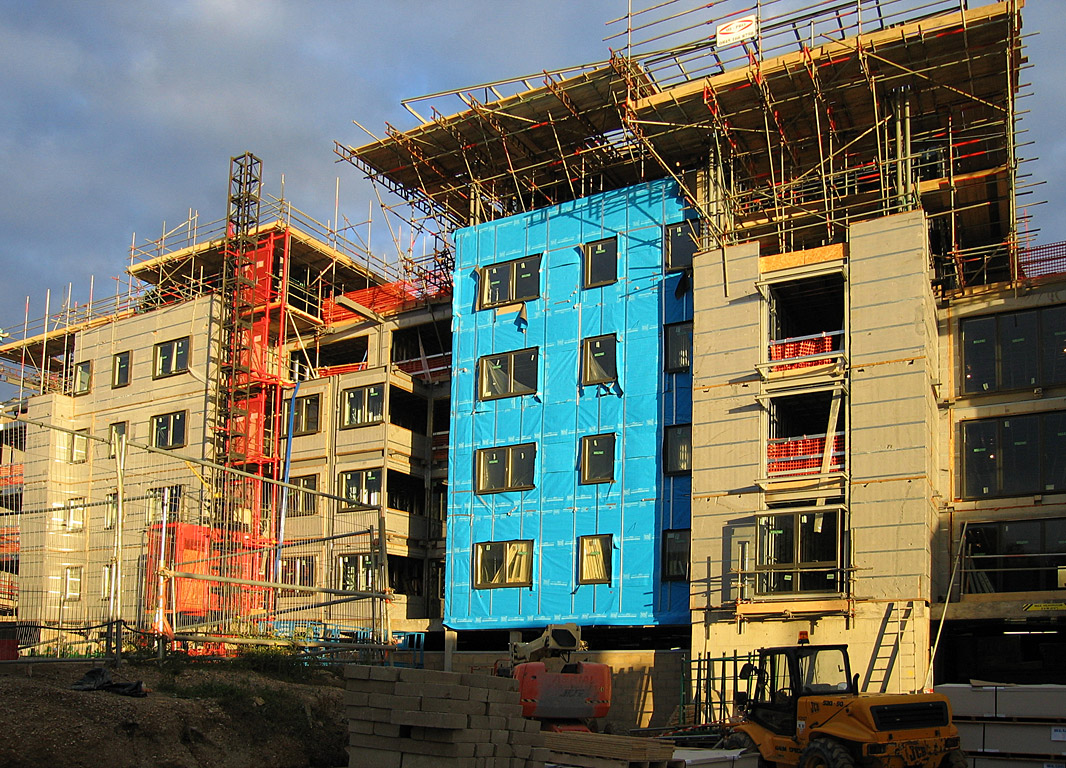
Plac budowy

### Inżynieria produkcji budowlanej
Inżynieria produkcji budowlanej (wykonawcza) koncentruje się na dokładnym zaplanowaniu placu budowy i wszelkich koniecznych uzgodnień z tym związanych oraz na wybudowaniu zaprojektowanej konstrukcji wraz z otaczającą ją infrastrukturą. Inżynierowie zajmujący się tą dziedziną budownictwa pełnią nierzadko role biznesowe, podpisując kontrakty z podwykonawcami, nadzorując operacje logistyczne czy monitorując ceny materiałów budowlanych. Wielu z nich posiada wiedzę związaną z zarządzaniem projektami stając się często kierownikami projektu.

### Inżynieria trzęsień ziemi
Inżynieria trzęsień ziemi jest rozległą wiedzą inżynierską skupiającą się na ochronie budowli przed niszczącymi skutkami trzęsień ziemi.

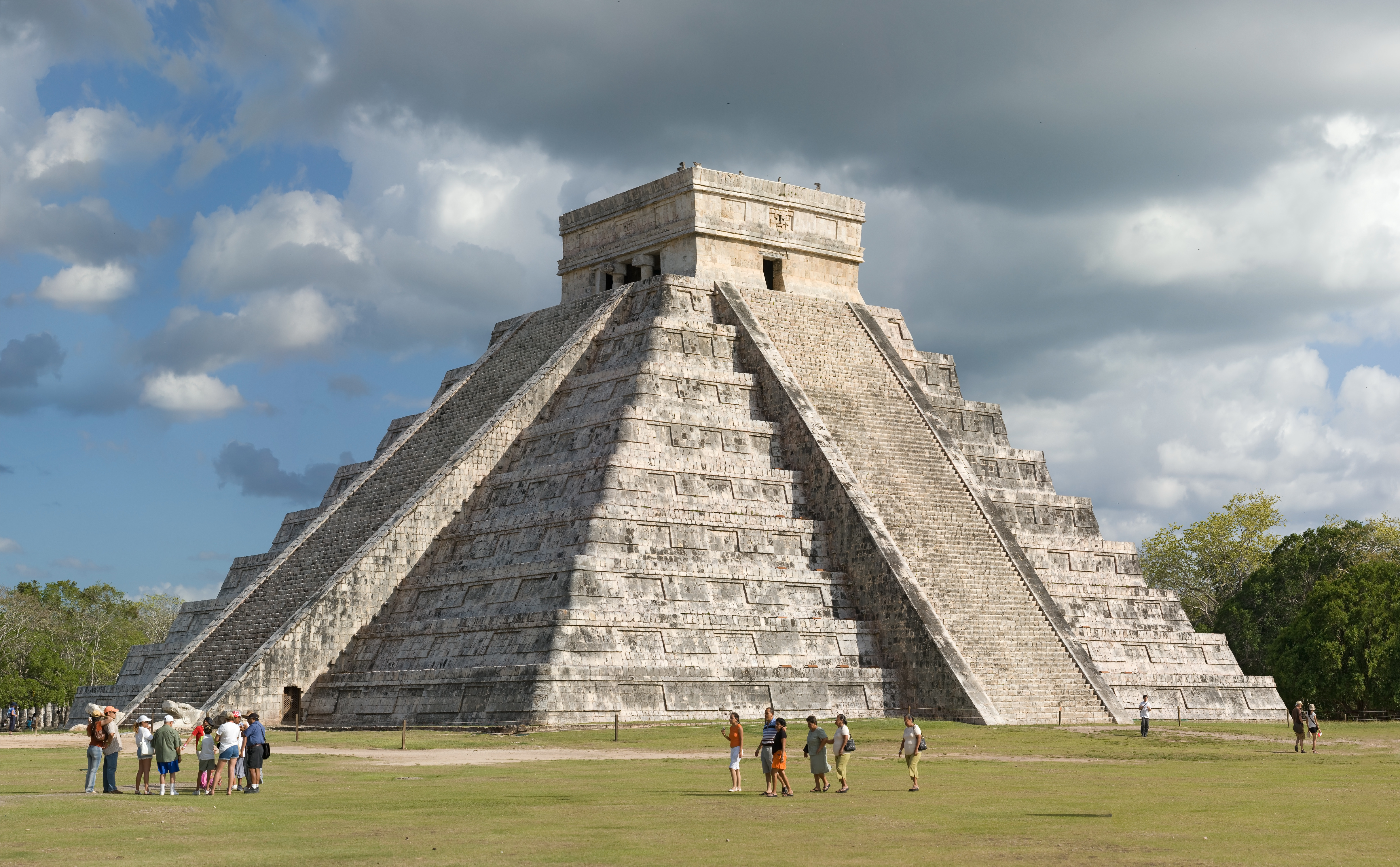
Odporna na trzęsienia ziemi Piramida Kukulkana w Chichén Itzá

Podstawowe założenia uwzględniane dla zapobieżenia skutkom trzęsień ziemi to:
- Zrozumienie współdziałania sił przenoszonych wzajemnie pomiędzy obiektem budowlanym a podłożem w miejscu posadowienia.
- Przewidywanie potencjalnych skutków trzęsień ziemi w obszarach zurbanizowanych
- Zaprojektowanie, wybudowanie oraz utrzymanie konstrukcji w zgodzie z wymaganiami normowymi odnoszącymi się do oceny szkodliwości drgań przekazywanych przez podłoże na budynki.

Prawidłowo zaprojektowany obiekt budowlany odporny na skutki trzęsień ziemi nie musi być ani przesadnie kosztowny, ani przesadnie wytrzymały, jak konstrukcja świątyni w Chichén Itzá pokazana powyżej.
Obecnie największy nacisk w badaniach dotyczących zapobieganiu skutkom trzęsień ziemi kładzie się na izolowaniu podstawy, która jest powiązana z możliwością pasywnej kontroli wibracji, na jakie może być narażona konstrukcja.

### Inżynieria środowiska

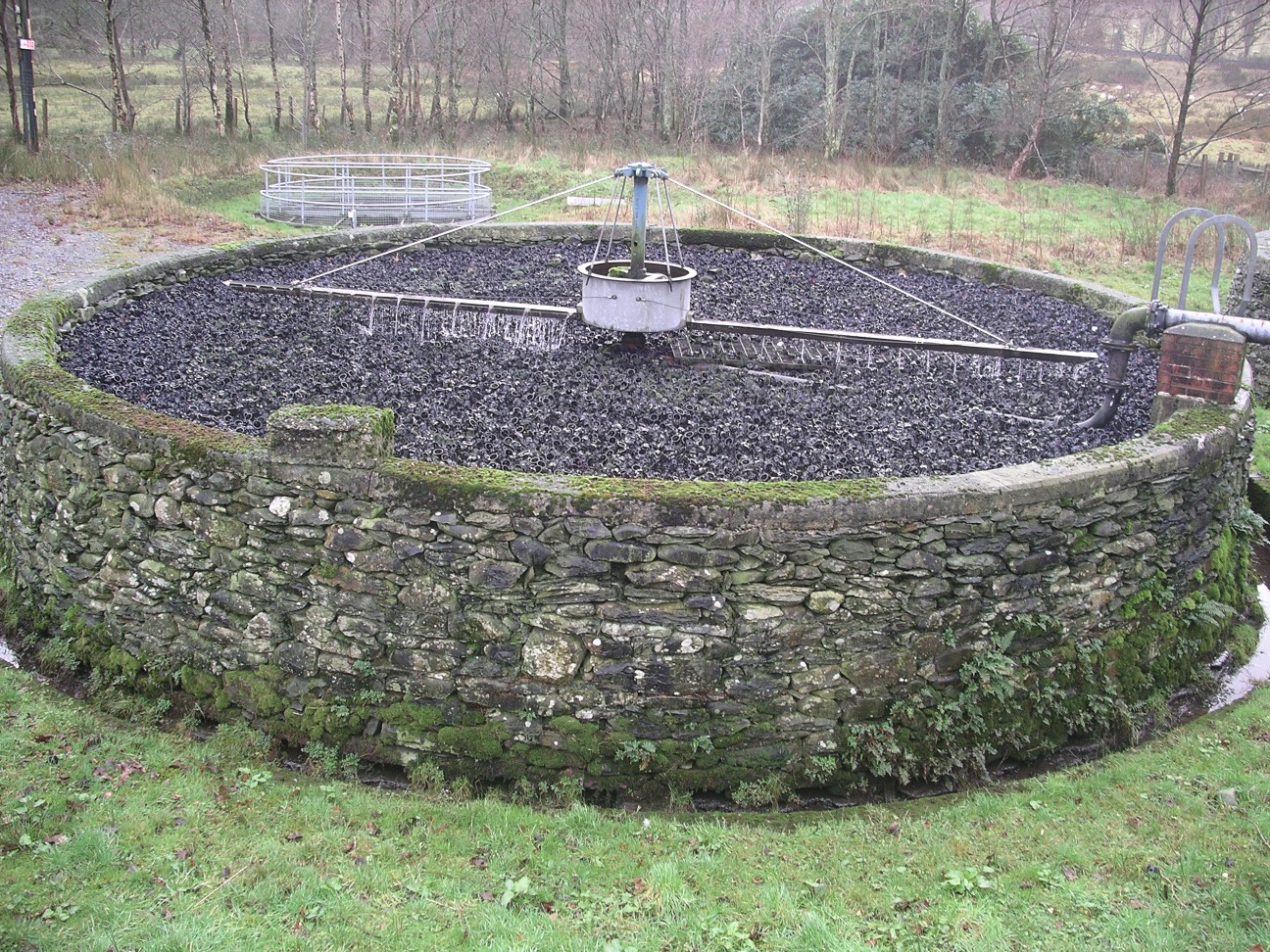
Osadnik, część oczyszczalni ścieków

Zapobieganie niszczeniu wybrzeża to złożony proces mający na celu ochronę wybrzeża przed niszczącym działaniem morza spowodowanym falami morskim. Wiedza ta jest ściśle powiązana z inżynierią środowiska.
Sama inżynieria środowiska stawia sobie za zadanie zachowania środowiska naturalnego w stanie równowagi oraz zachowanie jego możliwości do samoregeneracji i samooczyszczania, a w przypadku dewastacji środowiska (np. w wyniku katastrof, zbyt intensywnej działalności gospodarczej, awarii) zmierzające do przywrócenia tej równowagi poprzez uzdatnianie wody, oczyszczanie ścieków, przeciwdziałanie zanieczyszczeniu powietrza oraz problemom związanym z prawidłową gospodarką odpadami niebezpiecznymi. Inżynierowie środowiska mogą także być zaangażowani w prace związane z redukcją zanieczyszczeń czy ogólnie z ekologią. Inżynierowie środowiska są także odpowiedzialni za dostarczenie informacji oraz oszacowanie możliwych skutków proponowanych inwestycji budowlanych zarówno w trakcie ich wykonywania, jak i po ukończeniu inwestycji.

### Geotechnika

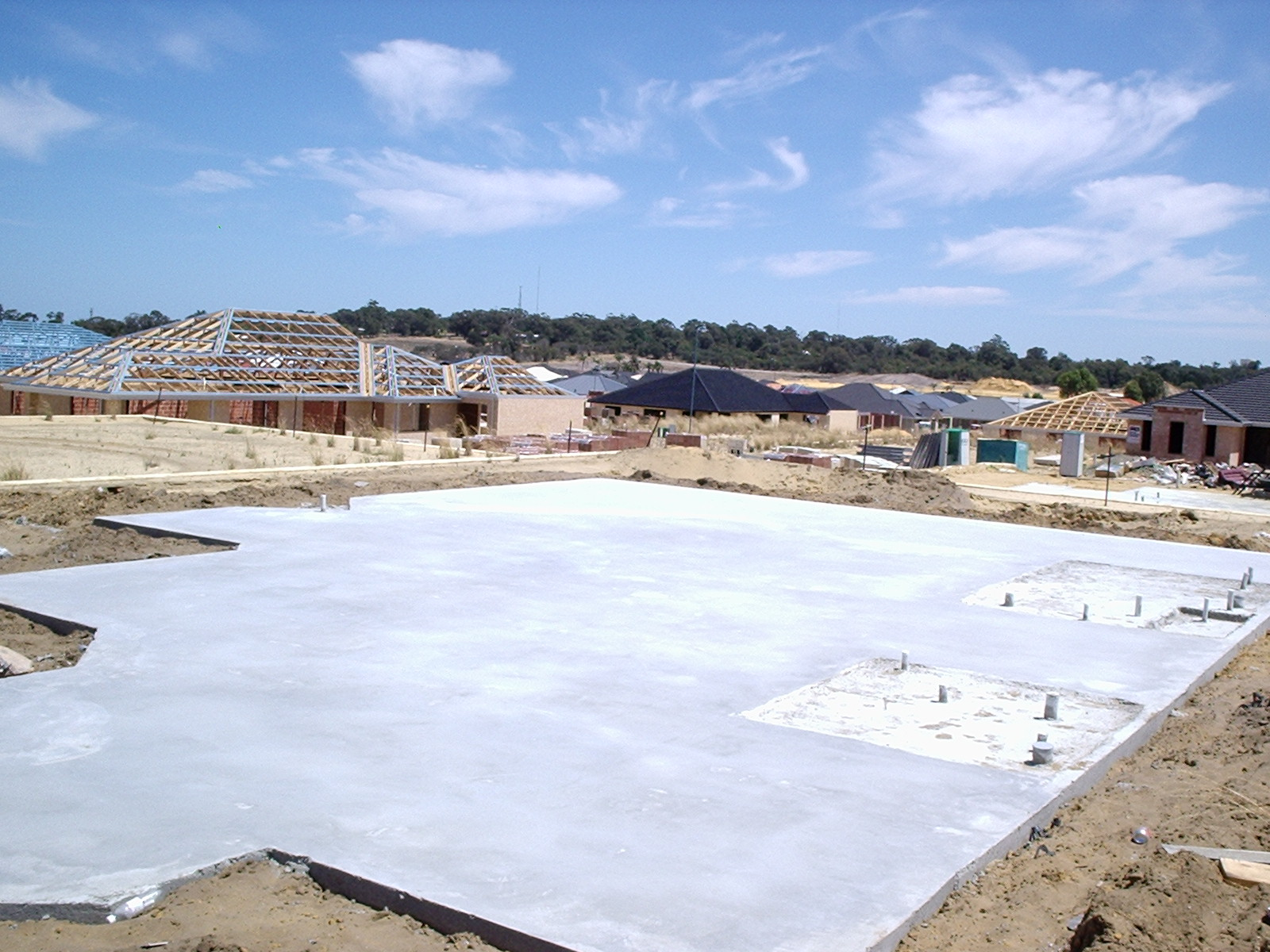
Przykład płyty fundamentowej

Geotechnika to część inżynierii lądowej skoncentrowana na wiedzy odnoszącej się do współpracy podłoża gruntowego z obiektem budowlanym. Geotechnika ma ścisłe powiązania z geologią oraz mechaniką konstrukcji. Podstawowym zadaniem inżynierów związanych z geotechniką jest bezpieczne i jak najbardziej ekonomiczne zaprojektowanie fundamentów konstrukcji, murów oporowych czy podobnych obiektów budowlanych na styku z podłożem gruntowym. Podstawowe bariery środowiskowe, które musi pokonać geotechnika, to poziom wody gruntowej oraz elementy wiedzy związane z gruntoznawstwem czy mechaniką gruntów.
Geotechnika może czasami być postrzegana za jedną z najbardziej rozległych dziedzin wiedzy budowlanej. Ma to związek z trudnościami w określeniu warunków brzegowych problemów związanych z geotechniką, a w szczególności właściwości gruntu. Dzieje się tak, gdyż zagadnienia geotechniczne, które mają właśnie za zadanie zdefiniowanie własności gruntu, a przede wszystkim jego nośności gruntu są dużo bardziej złożone od pozostałych zagadnień inżynierskich. Efektem tych trudności było powstanie kolejnej odmiany wiedzy inżynierskiej – geoinżynierii, która zajmuje się możliwościami polepszenia i jasnego określenia własności gruntu w rejonie planowanej inwestycji budowlanej. Daje to silny kontrast z „nadziemną” częścią inżynierii lądowej, w której są jasno określone właściwości materiałowe stali czy betonu.

### Budownictwo wodne

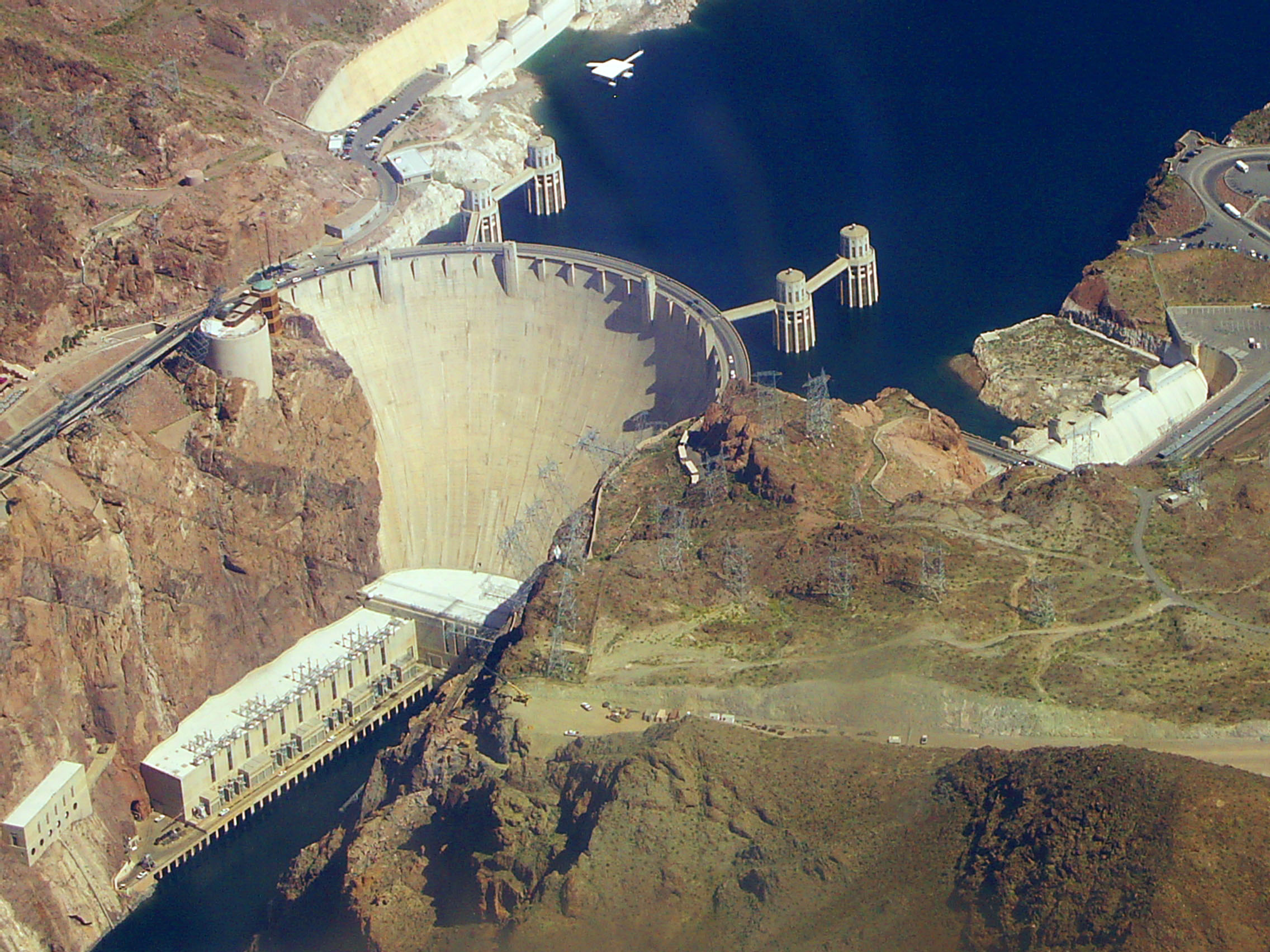
Zapora Hoovera

Prawidłowa gospodarka wodna jest skoncentrowana na zbieraniu oraz zarządzaniu zasobami naturalnymi wody pitnej oraz morskiej. Wiele aspektów gospodarki wodnej mających związek z inżynierią lądową możemy odnaleźć w hydrologii, inżynierii środowiska, meteorologii, geologii czy gospodarka wodna i zarządzanie zasobami naturalnymi. Te aspekty to przede wszystkim przewidywanie i zarządzanie zarówno jakości, jak i ilością wody w zbiornikach podziemnych (warstwa wodonośna), jak i w zbiornikach naziemnych jak (jeziora, rzeki oraz strumienie). Inżynierowie związanie z tą dziedziną wiedzy analizują i starają się przewidzieć ilość i jakość wody, która wpływa, przepływa lub wypływa z danych zbiorników wodnych. Aby móc odpowiednio manipulować ilością i jakością płynów (zarówno wody pitnej, jak i morskiej) tworzy się obiekty budowlane takie jak: sieci wodociągowe, a także mosty, zapory, kanały, przepusty, groble lub wały przeciwpowodziowe kanalizacja burzowa. Inżynierowie budownictwa wodnego projektują owe konstrukcje uwzględniając zasady ciśnienia hydrostatycznego, hydrostatyki, dynamiki płynów oraz hydrauliki, czy innych.

### Inżynieria materiałowa
Inżynieria lądowa wykazuje także duże zależności od inżynierii materiałowej. Nauka ta zajmuje się badaniami materiałów oraz poszukiwaniem możliwości polepszenia ich właściwości przy jednoczesnym zmniejszaniu kosztów. Nowoczesne materiały budowlane, takie jak choćby betony polimerowe i inne materiały kompozytowe, powstają na bazie wyników uzyskanych przez inżynierów materiałowych.

### Mechanika konstrukcji

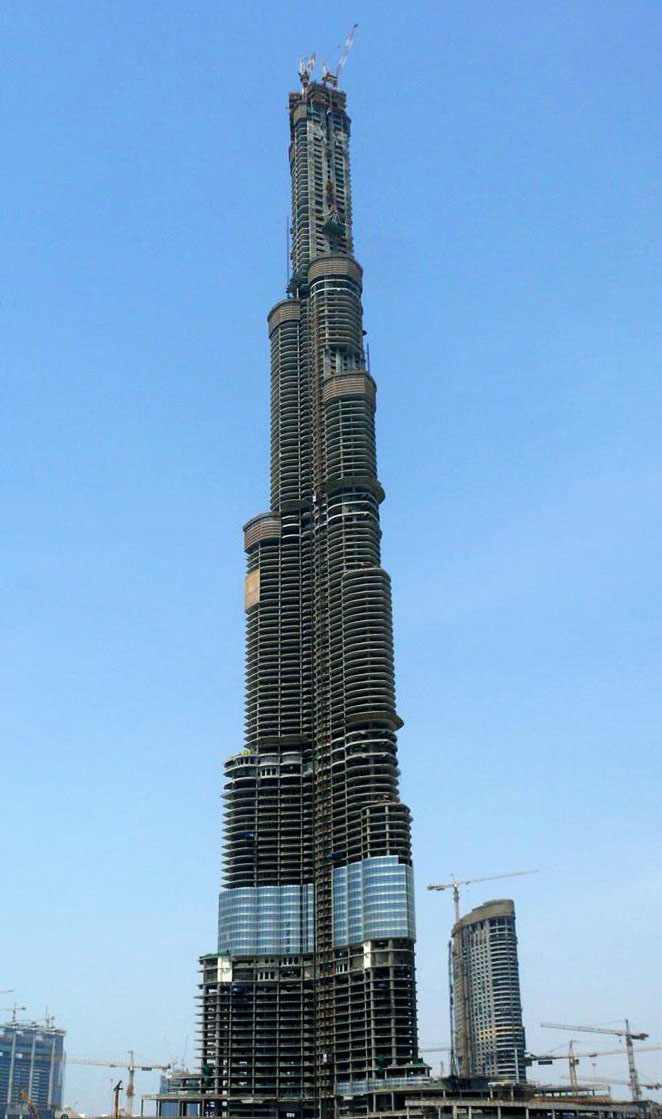
Burdż Chalifa, wybudowany w Dubaju

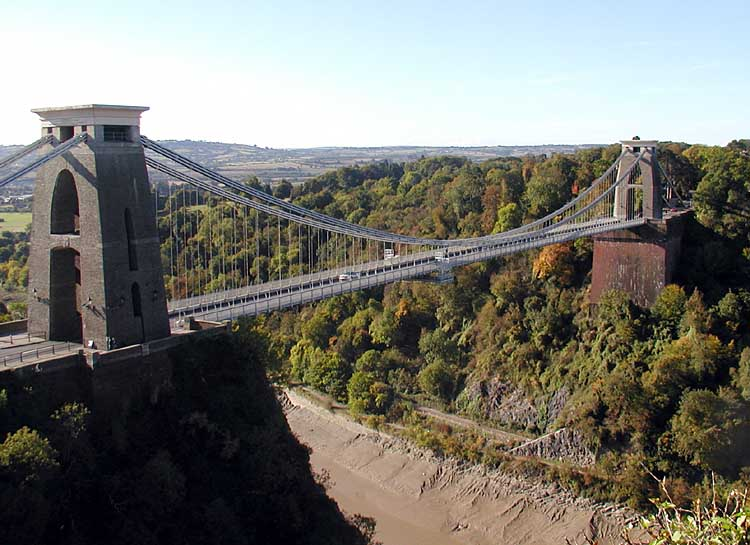
Most Clifton Suspension Bridge zaprojektowany przez Isambarda Brunela w Bristol w Wielkiej Brytanii

Mechanika konstrukcji to nauka skupiona na analizie i odpowiednim projektowaniu wszelkich konstrukcji budowlanych podlegających działaniom sił dążących do zniszczenia obiektu. Siły te mogą być zarówno zewnętrzne, jak i wewnętrzne, mogą być dynamiczne oraz statyczne. Pod pojęciem siły znajduje się także ciężar własny konstrukcji czy zmiany temperatury powodujące naprężenia wewnętrzne związane z rozszerzalnością cieplną materiałów. Odpowiednie ustalenie działających sił, a następnie ich analiza pozwala na dobranie odpowiednich rozwiązań konstrukcyjnych przeciwdziałających wspomnianym siłom. Poza tym należy tak zaprojektować konstrukcję aby nie przestała ona być użyteczna i bezpieczna. W związku ze specyficzną charakterystyką pewnych sił z mechaniki konstrukcji wydzieliły się dyscypliny zależne skupiające się tylko na jednym zagadnieniu. Przykładem tutaj może być nauka o zapobieganiu trzęsieniom ziemi.

### Geodezja

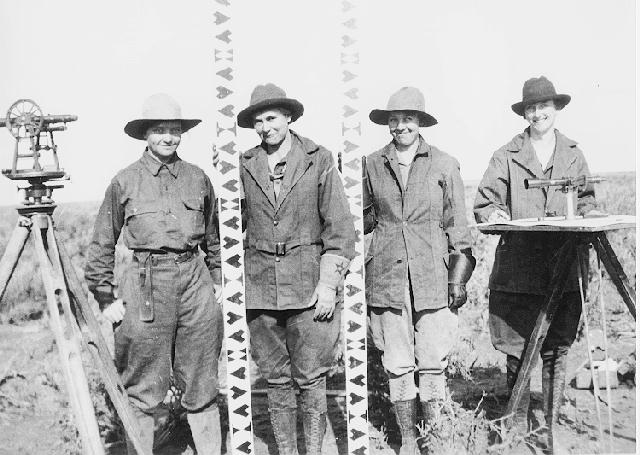
Kobieca ekipa geodetów w Idaho w 1918 r.

Geodezja albo miernictwo to nauka zajmująca się wszelkiego rodzaju pomiarami lądowymi na powierzchni Ziemi. Obecnie geodeci (dawna nazwa to mierniczy), wyposażeni są w urządzenia będącymi wyrafinowanymi produktami przemysłu elektronicznego i informatycznego, takie jak elektroniczne dalmierze czy urządzenia pozycjonujące GPS. Urządzenia elektroniczne są w stanie automatycznie uwzględnić naturalną krzywiznę kuli ziemskiej. Wszystko to pozwala na coraz szybsze i bardziej dokładne wykonywanie pomiarów niezbędnych podczas wytyczania miejsca budowy, a także podczas kontroli wykonania budowli. Większość inżynierów budownictwa posiada podstawową wiedzę z geodezji, gdyż przedmiot ten jest wykładany w ramach studiów budowlanych.

### Inżynieria transportu
Inżynieria transportu zajmuje się zagadnieniami przemieszczania się ludzi, pojazdów i towarów w sposób efektywny i bezpieczny. W związku z tym, zachodzą liczne relacje z inżynierią lądową, począwszy od dostarczenia parametrów potrzebnych do projektowania przepustowości ciągów komunikacyjnych do analizy bieżącego wykorzystania i możliwości przebudowy oraz remontów istniejących konstrukcji.